# Tulipa mogoltavica
Tulipa mogoltavica là một loài thực vật có hoa trong họ Liliaceae. Loài này được Popov & Vved. miêu tả khoa học đầu tiên năm 1971.